# Al Lewis
Al Lewis, de son vrai nom Albert Meister, est un acteur américain né et mort à New York (30 avril 1923 - 3 février 2006).

## Biographie
Al Lewis suit des études de psychologie enfantine à l'université de Colombia, où selon ses dires il passa un Ph.D.. Cependant, l'université Columbia n'en a aucune trace : il est possible qu'il ait menti sur plusieurs points au sujet de ses jeunes années (notamment sur sa date de naissance, pour jouer le rôle de Grandpa).[réf. nécessaire] Il devient enseignant et écrit deux livres pour enfants. En 1949, il se tourne vers le théâtre, jouant des rôles comiques qui le mènent à Broadway. Il s'oriente ensuite vers les séries TV, profitant de l'essor de la télévision. Il se marie à Marge Domowitz en 1959, et en a trois fils. Ils divorcent en 1977, et Al Lewis se remarie en 1984 avec Karen Ingenthron. Il reste particulièrement connu pour son rôle de Granpa Munster.
Il fut candidat (pour le parti vert) pour être gouverneur de New York en 1998.[réf. nécessaire]

## Filmographie
- 1960 : L'Héritier d'Al Capone (en) (Pretty Boy Floyd) : Machine Gun Manny
- 1964 : Deux Copines, un séducteur (The World of Henry Orient) : Store Owner
- 1966 : Frankenstein et les Faux-monnayeurs (Munster, Go Home) : Grandpa Munster
- 1969 : On achève bien les chevaux (They Shoot Horses, Don't They?) : Turkey
- 1970 : Du vent dans les voiles (The Boatniks) : Bert
- 1971 : Le Rivage oublié (They Might Be Giants) : Messenger
- 1973 : The Night Strangler (en) (TV) : Tramp
- 1974 : Black Starlet : Sam Sharp
- 1975 : Coonskin : The Godfather
- 1978 : Ring of Passion (TV) : Mike Jacobs
- 1980 : La Grosse Magouille (Used Cars) : Judge H. H. Harrison
- 1981 : Munster's Revenge (TV) : Grandpa Munster
- 1987 : Comic Cabby
- 1988 : Save the Dog! (TV)
- 1988 : Fright House (vidéo) : Captain Levi
- 1988 : Veuve mais pas trop (Married to the Mob) de Jonathan Demme : Oncle Joe Russo
- 1988 : Bum Rap : M.. Wolfstadt
- 1991 : My Grandfather Is a Vampire : Vernon Cooger
- 1993 : The Garden
- 1994 : Police... secours ! (Car 54, Where Are You?) : Leo Schnauzer
- 1995 : Fast Money : Poon
- 1995 : Les Monstres (TV) : apparition
- 1996 : South Beach Academy : Oncle Gene
- 2002 : Night Terror : Père Hanlon